# Bozoljin
Bozoljin (Servisch cyrillisch Бозољин) is een plaats in de Servische gemeente Brus. De plaats telt 129 inwoners (2002).